# Hilda Solis
Hilda Lucia Solis (Los Angeles, 20 ottobre 1957) è una politica statunitense, membro del Partito Democratico e segretaria del lavoro sotto la presidenza Obama dal 2009 al 2013.

## Biografia
Nata da genitori immigrati (madre nicaraguense e padre messicano) e cresciuta a La Puente, California, ha conseguito il bachelor in scienze politiche nel 1979 alla California State Polytechnic University, e nel 1981 il master in pubblica amministrazione alla University of Southern California.
Dal 1992 al 1994 è stata membro della California State Assembly; nel 1994 è stata eletta al Senato della California, dov'è rimasta fino al 2001, quando è stata eletta alla Camera dei Rappresentanti. In seguito è stata sempre rieletta, nel 2008 senza che nessuno si candidasse contro di lei.
Nel dicembre del 2008 il presidente eletto Barack Obama l'ha indicata come Segretario del Lavoro della sua successiva amministrazione, nomina divenuta effettiva con l'approvazione del Senato il successivo 24 febbraio. La Solis si è dimessa dalla carica il 9 gennaio 2013, non volendo rimanere in carica per un secondo mandato.